# Arroyo Malo (Río Yí)
Der Arroyo Malo ist ein Fluss in Uruguay.
Er entspringt nördlich von Trinidad und unweit südöstlich bzw. südwestlich der Quellen des de la Zanja (Arroyo del Tala) bzw. des Blanquillo (Arroyo Sarandí). Von dort verläuft er auf dem Gebiet des Departamento Flores in nördliche Richtung, teilweise nahezu parallel zum westlich fließenden Arroyo del Tala. Er mündet als linksseitiger Nebenfluss in den Río Yí.